# Corbinelli (famiglia)

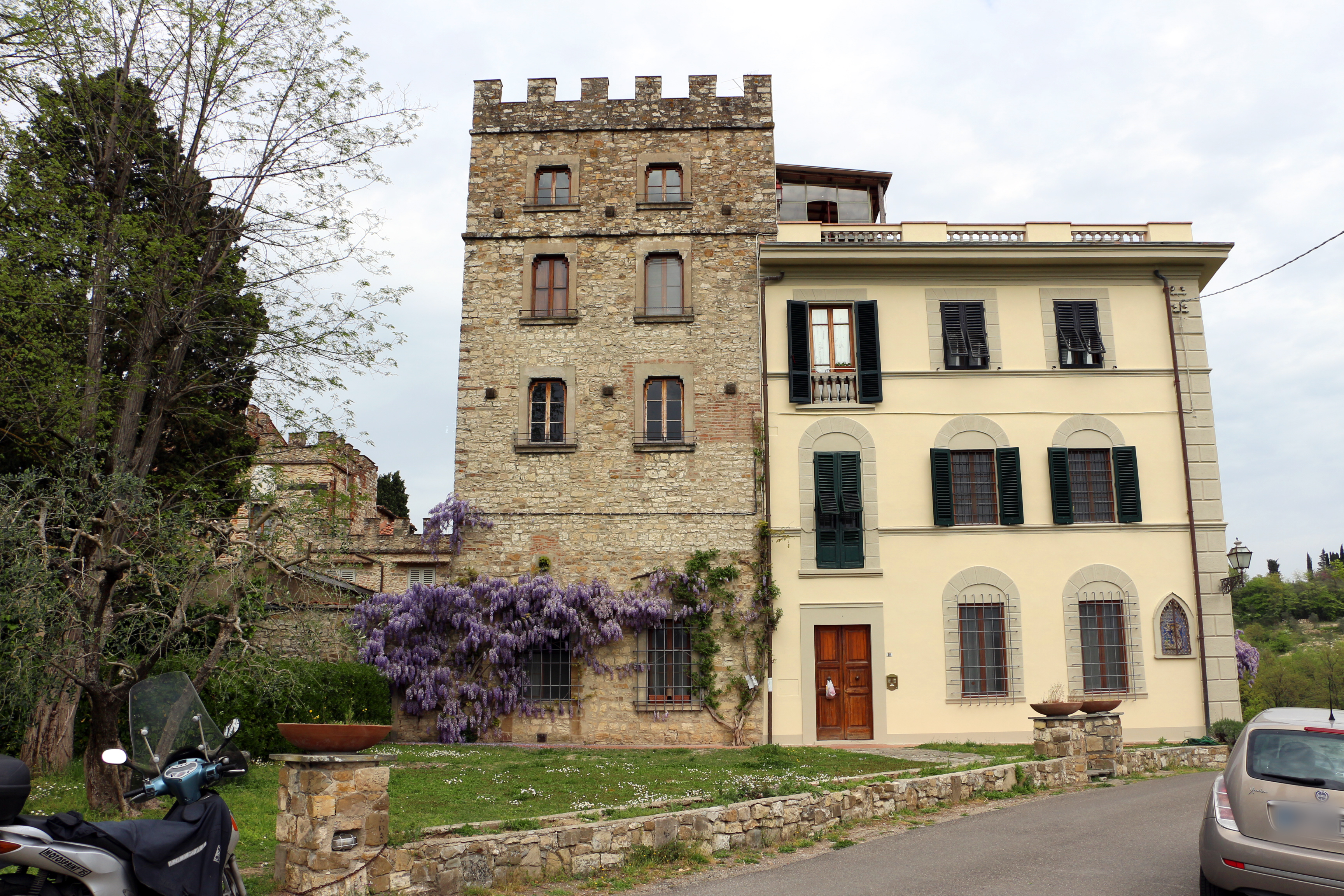
Villa I Parigi Corbinelli

I Corbinelli furono una storica famiglia di Firenze, abitante il sesto di Oltrarno.

## Storia familiare
Insediatisi a Firenze verso il XIII secolo, erano originari del Galluzzo, dove possedettero a lungo poderi e ville (come la villa I Parigi o il palagio dei Corbinelli), e dove esiste tuttora una via de' Corbinelli tra la piazza di Val d'Ema e via di Massapagani. A Firenze si stabilirono nella zona di via Maggio e via Sguazza, dove possedettero case che quando i Medici si stabilirono a palazzo Pitti (dopo il 1565) vennero vendute ad altre famiglie aristocratiche che vi realizzarono nuovi palazzi (come il palazzo Michelozzi, il palazzo Zanchini Corbinelli o il palazzo di Bianca Cappello). In una di queste case, data a pigione, pare che fosse nata Lisa Gherardini, ritenuta la modella della celebre Gioconda. 
Albizzo Corbinelli fu priore ai tempi di Giano della Bella, e sostenne il ruolo collegiale delle istituzioni repubblicane. I personaggi della famiglia ebbero sepoltura in Santo Spirito, dove esiste un loro altare decorato da una Sacra Conversazione di Cosimo Rosselli, che ha gli stemmi familiari nella predella.